# Альтаус-Рид, Марселла
Марселла Мария Альтаус-Рид (исп. Marcella Maria Althaus-Reid, 1952—2009) — профессор контекстной теологии в Нью-колледже Эдинбургского университета. После назначения на эту должность она стала единственной женщиной — профессором богословия как в столичном университете Шотландии, так и в Нью-колледже за его 160-летнюю историю.
Альтаус-Рид родилась в Росарио, провинция Санта-Фе, Аргентина, и получила степень бакалавра богословия в Instituto Superior Evangelico de Estudios Teologicos (ISEDET), Институте Протестантского университета в Буэнос-Айресе. Она защитила докторскую диссертацию в Университете Сент-Эндрюс, Шотландия. Её интересы включали теологию освобождения, феминистскую теологию и квир-теологию.

## Жизнь
Альтаус-Рид выросла в Буэнос-Айресе, где получила степень бакалавра богословия в экуменическом богословском учреждении ISEDET в Буэнос-Айресе, ориентированном на теологию освобождения. Она училась у богословов освобождения, включая Хосе Мигеса Бонино и Хосе Северино Кроатто.
Была членом евангелической методистской церкви Аргентины. Следовала методам Паулу Фрейре, выполняя общественные и социальные проекты, поддерживаемые церковью, в бедных кварталах Буэнос-Айреса. Благодаря своему опыту и достижениям в этом отношении Альтаус-Рид была приглашена в Шотландию, где работала в бедных кварталах Данди и Перта, координируя проекты, вдохновлённые освободительной педагогикой Фрейре.
В 1994 году она защитила докторскую диссертацию в Университете Сент-Эндрюс, Шотландия, написав докторскую диссертацию о влиянии Поля Рикёра на методологию теологии освобождения. Её академические интересы включали теологию освобождения, феминистскую теологию и квир-теологию. Впоследствии она была назначена профессором контекстного богословия в Нью-колледже Эдинбургского университета.
Альтаус-Рид умерла 20 февраля 2009 года в Эдинбурге, где жила с 1986 года. На момент смерти она была директором Международной ассоциации квир-теологии, директором проекта квир-теологии в Эдинбургском университете и членом Метропольной общинной церкви. В последние годы своей жизни она работала с аргентинским теологом Иваном Петреллой над популяризацией теологии освобождения в англоязычном мире. Она также была младшим редактором журнала «Исследования мирового христианства» и членом редакционной коллегии журнала Concilium.

## Мысли
Альтаус-Рид наиболее известна своей работой 2002 года «Непристойная теология», в которой она бросила вызов феминисткам, используя откровенные сексуальные формулировки. Она утверждала, что концепция секса была создана патриархальным мировоззрением, лежащим в основе многих великих зверств мира. Следовательно, девственность Девы Марии должна быть «попрана», поскольку она скрывает жизни многих бедных женщин, которые, по её словам, редко бывают девственницами.
Она также пишет о «неприличном Христе», посредством чего кенотическая христология говорит о самоопустошении Бога и воплощении во Христе и человеческой сексуальности. Она объясняет, что «[Иисус] был богословски одет как гетеросексуально ориентированный (целомудренный) мужчина. Иисус со стёртыми гениталиями; Иисус без эротического тела». Вместо этого она говорит о бисексуальности Христа как о всеобъемлющем понимании всего сущего воплощения. Она хочет выступить за более широкую христологию, которая переделывает Иисуса в постмодернистских сексуальных, гендерных и экономических условиях. Это критика латиноамериканской теологии освобождения, которую она считала неспособной решать вопросы пола и сексуальности наряду с вопросом завоевания и колонизации Америки.

## Работы
- Marcella Althaus-Reid. Indecent Theology. — New York : Routledge. — ISBN 978-1-134-56255-8.
- Marcella Althaus-Reid. The Queer God. — New York : Routledge. — ISBN 1-134-35010-4.
- Marcella Althaus-Reid. From Feminist Theology to Indecent Theology: Readings on Poverty, Sexual Identity and God. — London : SCM Press, 2004. — ISBN 978-0-334-04299-0.
- The Sexual Theologian: Essays on Sex, God and Politics / Marcella Althaus-Reid ; Lisa Isherwood. — London : T&T Clark, 2004. — ISBN 978-0-567-08212-1.
- Marcella Althaus-Reid. From Liberation Theology to Indecent Theology: The Trouble with Normality in Theology // Latin American Liberation Theology: The Next Generation / Ivan Petrella. — Maryknoll, NY : Orbis Books, 2005. — P. 20–38. — ISBN 978-1-57075-595-8.